# Eleccions generals de l'Uruguai de 1984
Les eleccions generals de l'Uruguai de 1984 es van celebrar el diumenge 25 de novembre del 1984, en una primera i única volta, amb la intenció d'escollir un nou president de la República Oriental de l'Uruguai, càrrec que, fins a la data, ocupava el militar Rafael Addiego Bruno. També, segons aquest sistema, es van presentar els candidats a intendents municipals pels seus respectius departaments.
El candidat presidencial del Partit Colorado, el centredretà Julio María Sanguinetti Coirolo, va sortir elegit amb el 31,39% dels vots escrutats. Aquestes eleccions van marcar un moment històric de transició cap a la democràcia, ja que suposaven el final d'un període de dictadura militar que va començar amb el cop d'Estat de 1973.
Simultàniament es van celebrar les eleccions dels 19 intendents municipals i les corresponents Juntes Departamentals. En van resultar electes 12 intendents del Partit Colorado i 7 del Partit Nacional.

## Resultats
|    | Candidat                                  | Partit                              | Vots      | %     | Resultat  | Diputats | Senadors |
| 1  | Sanguinetti - Tarigo                      | Partit Colorado (centre)            | 592.061   | 31,39 | President | 41       | 13       |
| -- | ----------------------------------------- | ----------------------------------- | --------- | ----- | --------- | -------- | -------- |
| 2  | Pacheco - Pirán                           | Partit Colorado (centre)            | 183.801   | 9,74  |           | -        | -        |
| 3  | Zumarán - Aguirre                         | Partit Nacional (dreta)             | 554.443   | 29,39 |           | 35       | 11       |
| 4  | Ortiz - Ferber                            | Partit Nacional (dreta)             | 83.237    | 4,41  |           | -        | -        |
| 5  | Payssé - Maeso                            | Partit Nacional (dreta)             | 21.644    | 1,15  |           | -        | -        |
| 6  | Crottogini - D'Elía                       | Front Ampli (esquerra)              | 401.104   | 21,26 |           | 21       | 6        |
| 7  | Chiarino - Slinger                        | Unió Cívica (centredreta)           | 45.841    | 2,43  |           | 2        | -        |
| 8  | Andrada - Santa María                     | Partit dels Treballadors (esquerra) | 488       | 0,03  |           | -        | -        |
| 9  | Bolentini - Pérez                         | Unió Patriòtica                     | 302       | 0,02  |           | -        | -        |
| 10 | Ceriotti - Pressa                         | P. Convergència                     | 153       | 0,01  |           | -        | -        |
|    | Total vots vàlids                         |                                     | 1.886.362 | 100   |           |          |          |
|    | Vots anul·lats                            |                                     | -         | -     |           |          |          |
|    | Vots en blanc                             |                                     | -         | -     |           |          |          |
|    | Total vots                                |                                     | 1.886.362 | 100   |           |          |          |
|    | Total dels votants inscrits a les llistes |                                     | 1.886.362 | -     | -         | 99       | 31       |